# Šajka
Prvi zgodovinski zapisi o splavarstvu na reki Dravi segajo v leto 1280. Splavarstvo se je razvijalo predvsem zaradi trgovine z lesom.Trgovci so ugotovili, da Podravina in pozneje Vojvodina potrebujeta večje količine lesa tudi za utrdbe proti Turkom. Na začetku je šlo bolj za primitivna plovila, pozneje pa so si splavarji omislili »šajke« ali barke. To so bila plovila, dolžine do 16 m in širine 6m. Šajko je krmarilo splavarjev in kapetan splava. Spredaj in zadaj je imela po tri vesla. Šajka je služila predvsem za prevoz lesa in tudi drugih stvari, od sadja do gradbenega materiala, ki so ga vozili vzdolž naše reke Drave. Služile so tudi za vojaške namene.
Tak način prevoza je trajal vse do konca 19 stoletja, ko so trgovci in splavarji začeli ugotavljati, da je izdelava šajk predraga, glede na količine blaga, ki so ga morali nalagati. Drugi razlog je bilo tržišče, ki je iskalo debelejši in daljši les. Zato so splavarji pričeli sestavljati splave ali »flose« po italijanskem vzorcu, imenovanem »taljanšek«. Vanje je bilo mogoče vgraditi več kvalitetnega, rezanega lesa, ki je bil tržno bolj zanimiv, kot sama hlodovina, saj je bil tudi dražji. Ker je postalo splavarstvo močan gospodarski dejavnik ga graditelji elektrarne Fala niso mogli sprevideti in so bili prisiljeni vgraditi zgodovinsko zelo pomemben kanal za spust splavov. S takšnimi splavi, ko je bilo na enem približno 100 m3 lesa so letno prepeljali v Podravino, Banat in Srem okoli 100.000m3 lesa. V tej dejavnosti je bilo zaposlenih približno 700 splavarjev, ki so bili v glavnem iz Dravske doline. Med prvo in drugo sv. vojno pa je skozi mesto Maribor na leto preplulo kar 1000 do 1500 takih splavov.Izdelava šajke je bila zahtevnejša, zamudnejša, zato tudi dražja, na njej pa so poleg lesa, ki je bil namenjen prodaji in je sestavljal osnovo plovila, prevažali še sadje, čreslovino in iz Labota na Koroškem kremenčev pesek za pohorske glažute.